# Erik Grund
Erik Grund född 22 augusti 1742 i Karlstad Värmland, död 28 maj 1816 i Karlstad, var en svensk skulptör och bildhuggare.
Han var son till handlaren Erik Grund och Maria Månsdotter, han gifte sig omkring 1770 med Kristina Bergström död 1797.
Erik Grund var lärgosse hos skulptören Isak Schullström i Karlstad. Han kom huvudsakligen att arbeta med reparationer och komplettering med nya figurer på altartavlor och predikstolar runt om i Värmland. Predikstolen i Övre Ulleruds kyrka är däremot ett arbete helt utfört av Grund. På predikstolen finns inskriptionen Herrens hus till Prydnad, är dänne Predik-stol uppförd på Kyrkans bekostnad af Bildthugaren Eric Grund i Carlstad är 1778.
I några kyrkor tillskrivs Grund tillverkningen av föremål på grund av snarlikheten med hans kända arbeten.

## Fotnoter
1. ↑  Artists of the World, Walter de Gruyter, 17 januari 2022, Artists of the World konstnärs-ID: 00306095, läs online och läs online.[källa från Wikidata]